# Quinto (numizmatyka)
Quinto – 
1. Nazwa wykorzystywana w numizmatyce włoskiej do określenia 1/5 wartości różnych monet, np 1/5 scudo czyli paolo[1], czy1/5 dukata (zgodnie z dekretem z 1531 r. Quinto di Ducato było równowartością 4 groszy lub 1 liry i 10 soldów)[2][3];
2. Nazwa monety bitej we Florencji w XVI wieku, o wartości 1/5 srebrnego florena[3][2].